# 산화 은(II)
산화 은(II)(酸化銀(II), 영어: silver(II) oxide)은 화학식이 AgO인 무기 화합물이다.

## 같이 보기
- 산화 은(I)